# Renato Ischia
Renato Ischia (Arco, 23 luglio 1941 – Arco, 29 aprile 2025) è stato uno scultore e artista italiano.

## Biografia

### La formazione a Parigi
Dopo essersi diplomato all'istituto d'arte di Pozza di Fassa seguirono per Ischia il viaggio, il soggiorno e la formazione parigina. Nell'ottobre del 1967, a 26 anni, Ischia partì infatti per Parigi, dove venne accettato all'École Nationale Supérieure des Beaux-Arts. Rimase nella capitale francese per quasi 13 anni, studiando, lavorando ed esponendo in varie mostre, come quella al Salon d'Automne in omaggio a Michelangelo nel 1967.
Fondamentale per la sua formazione parigina fu l'amicizia e collaborazione con Apel·les Fenosa, scultore catalano grande amico di Pablo Picasso. Ischia collaborò con Fenosa e fu suo assistente nella realizzazione del monumento a Pablo Casals, nei pressi di Barcellona negli anni 1976-1977.
Ritornato in Italia si stabilì nella cittadina natale di Arco, che aveva già dato i natali a Giovanni Segantini ed è oggi segnata dalla presenza di sue opere. Qui fondò e diresse la scuola Arti Visive

### L'attività artistica
Docente presso l'Accademia delle Belle Arti di Verona e presso la scuola arcense del Gruppo Arti Visive, Ischia fu artista di esperienze internazionali. Le sue opere pubbliche, profane e sacre, oltre che in Trentino e in Veneto sono presenti in Francia, Spagna e Giappone.
Nella realizzazione delle sue sculture utilizzò i materiali più diversi (legno, bronzo, pietra, ferro, ceramica raku, resine). Ischia è un artista perennemente inquieto, spesso angosciato, continuamente alla ricerca di forme nuove, in eterna metamorfosi (tema dominante della sua produzione). Nel suo itinerario artistico si leggono diverse sfumature dal manierismo, dal futurismo, dall'espressionismo e dal Nouveau Réalisme. Artista estremamente diversificato, versatile ed eccletico, è spesso apparentemente contraddittorio e spiazzante.

## Opere principali
- Adamo, 1978, legno, cm 180x100x80

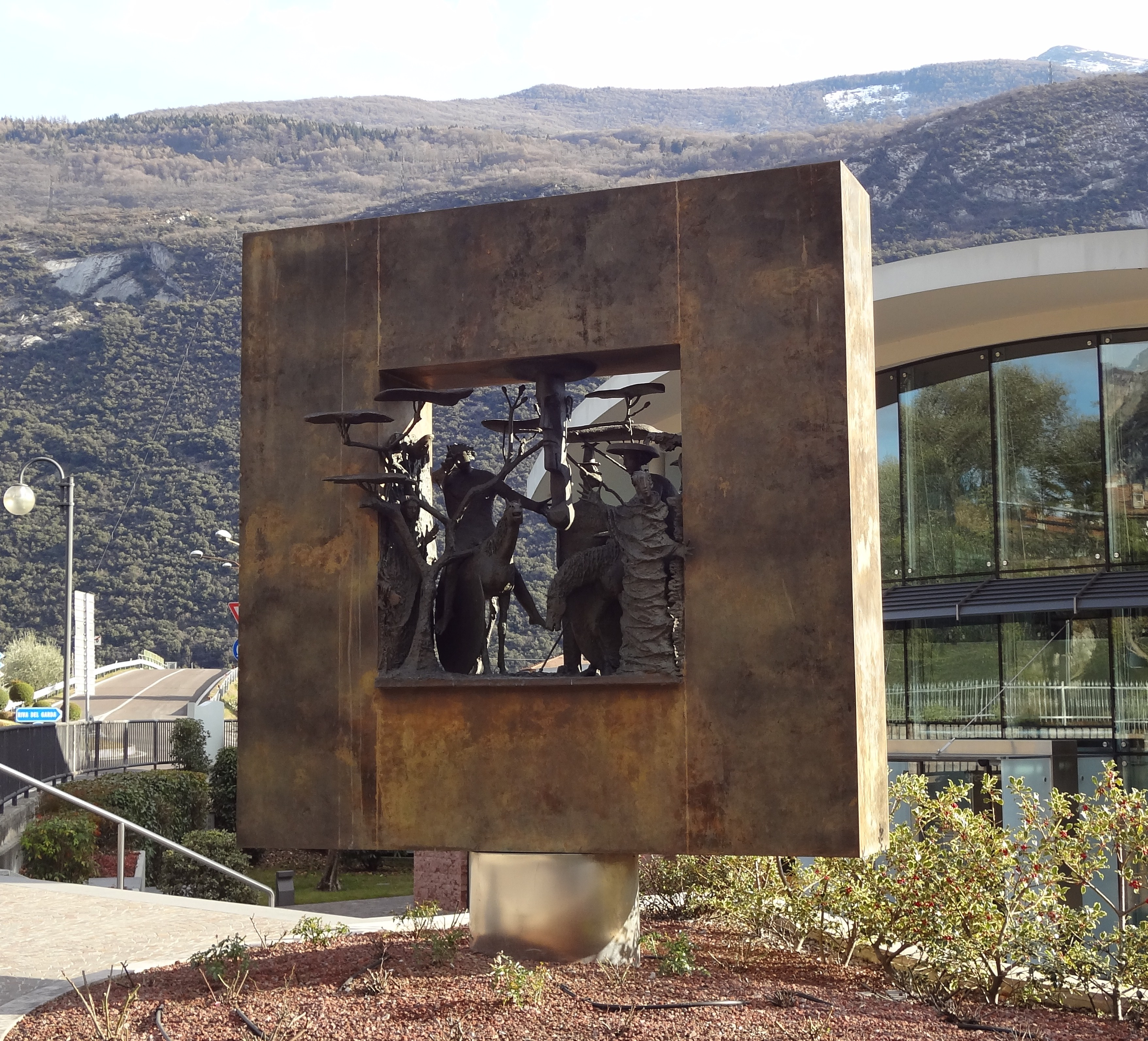
Renato Ischia, Droid - Visione Celtica 2006, opera pubblica a Dro (Tn)

- Ritratto di una nobildonna sopra un mobile post-moderno, 1980
- Figura magnetica, 1982, legno, cm 110x70x50
- Orlando, 1982, bronzo, cm 180x90x80
- Grande equilibrio, 1986, bronzo, cm 70x40x35
- Il trascinamento delle nuvole, 1986, bronzo, h cm 40
- Schiavo, 1987, legno, cm 145x50x20
- Eresia, 1998, legno, cm 250x140x140
- Margherita e Dolcino, 1998, legno, cm 210x90x90
- Il guardiano dei manoscritti, 2000, legno, cm 190x85x45
- Droid- Visione celtica, 2006
- Ciclo delle ''Città sospese''
  - Città colonnica, 1987, bronzo
  - Città scura, 1987, bronzo
  - Città rossa, 1987, bronzo
  - Città di mezzo, 1988, bronzo
  - Città piatta, 1993, bronzo

## Galleria d'immagini

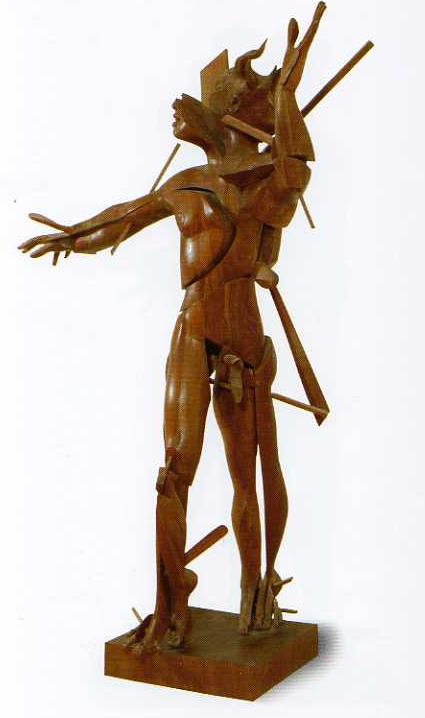
Adamo
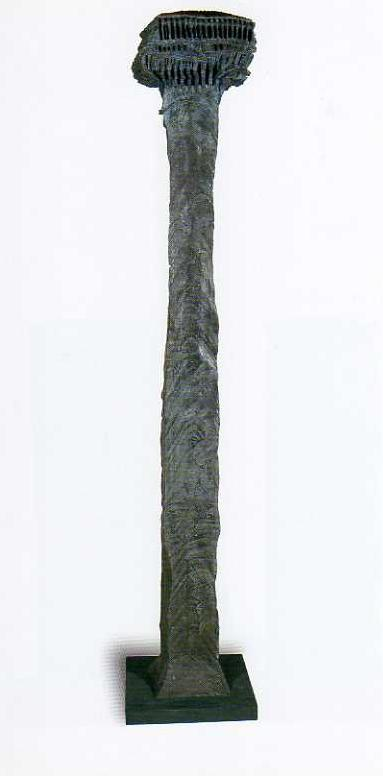
Ciclo delle città sospese - Città colonnica
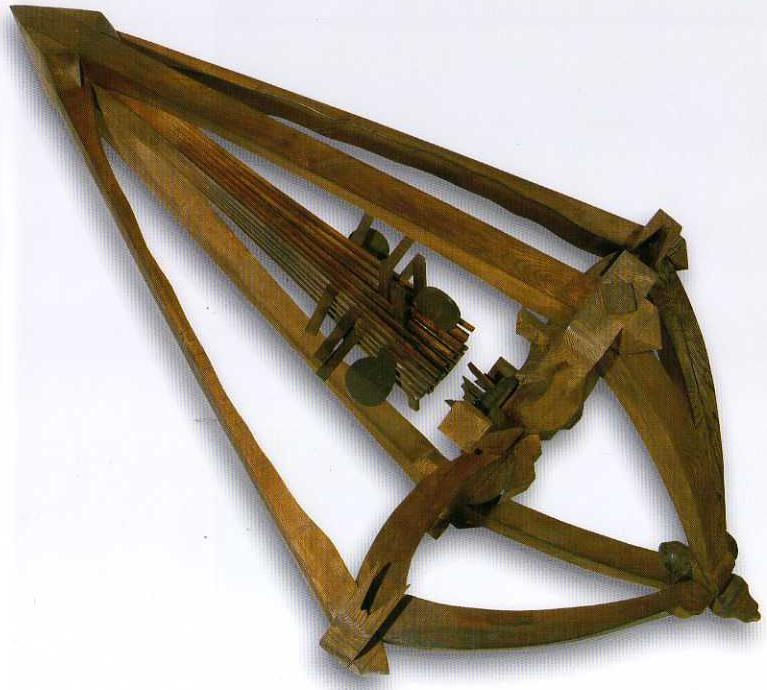
Eresia
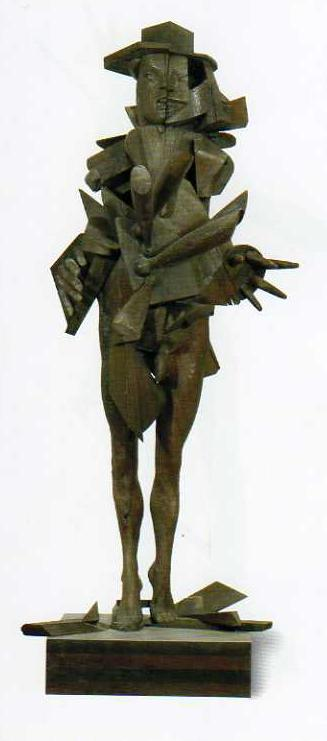
Figura magnetica
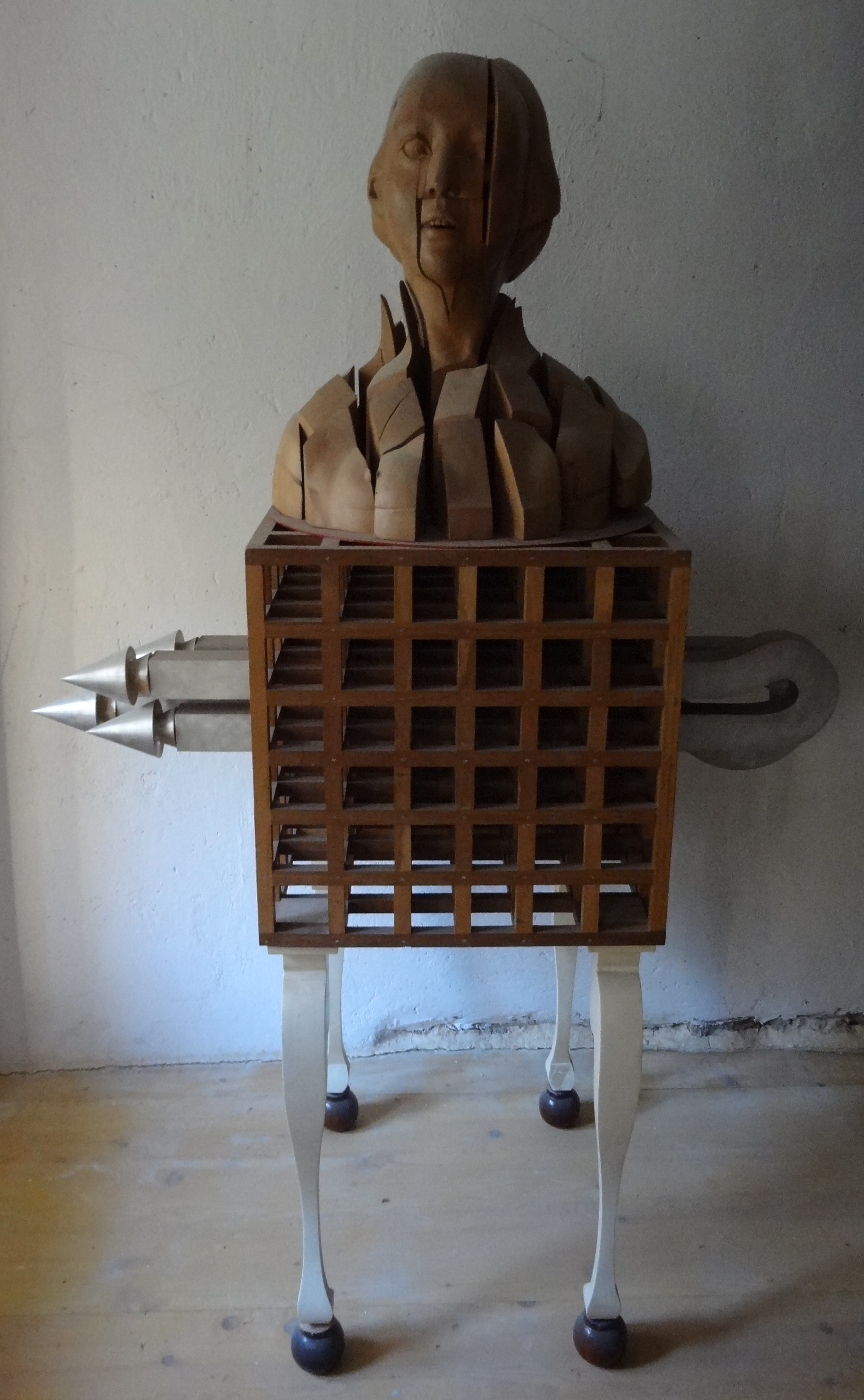
Ritratto di una nobildonna sopra un mobile post-moderno
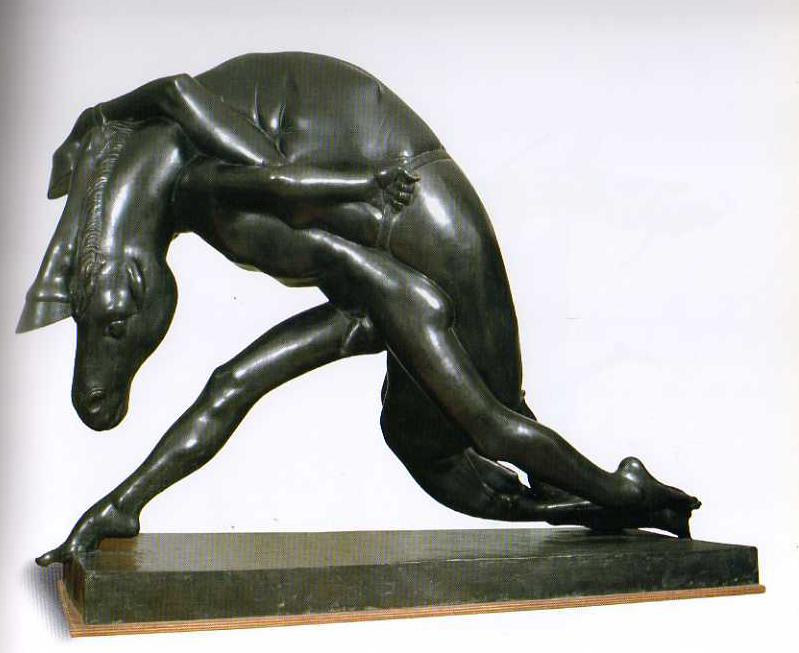
Orlando